# مارتينس ماجيكا
مارتينس ماجيكا (بالليتوانية: Martynas Mažeika)‏ مواليد 29 يناير 1985 في كلايبيدا، هو لاعب كرة سلة ليتواني. بدأ مسيرته الاحترافية في سنة 2001. يحمل الرقم 7. يبلغ طوله 6 قدم 4 بوصة (1.9 م).

## المسيرة الاحترافية
لعب مع نادي نبتونس لكرة السلة من سنة 2000 إلى 2004، ثم لعب مع ألبا برلين في الدوري الألماني من سنة 2004 إلى 2006، ثم لعب مع أورلاندينا باسكيت في الدوري الإيطالي في موسم 2007–2008، ثم لعب مع نادي نبتونس لكرة السلة في موسم 2008–2009، ثم لعب مع في إي إف ريغا في موسم 2009–2010، ثم لعب مع نادي إيه إي كي لكرة السلة في سنة 2010.

## روابط خارجية
- مارتينس ماجيكا على موقع الاتحاد الدولي لكرة السلة (الإنجليزية)
- مارتينس ماجيكا على موقع كرة السلة الأوروبية.كوم (الإنجليزية)
- مارتينس ماجيكا على موقع ريلجم (الإنجليزية)
- مارتينس ماجيكا على موقع بروبوليرز (الإنجليزية)
- مارتينس ماجيكا على موقع سبورتس رفرنس (الإنجليزية)